# 新釈 眞田十勇士
『新釈 眞田十勇士』（しんしゃくさなだじゅうゆうし）は、WOWOWで2005年5月7日 - 2005年7月23日まで放送されたアニメ作品。全12話。『真田十勇士』を元にしている。
なお、タイトルが『新釈 戦国英雄伝説 眞田十勇士』と表記されていることがあるが、誤表記。メインタイトルが『新釈 眞田十勇士』であり、「戦国英雄伝説」は、いわゆる肩タイトルである（『戦国英雄伝説 新釈 眞田十勇士』）。

## 概要
物語は、「上田篇」、「九度山篇」、「大坂篇」の3つで構成されている。従って、第2部から製作・放送されたことになる。これは、第2部にならないと10人揃わないためである。また、特番「上田城攻防」は第1部の一部にあたる話である。
本来は全24話の予定で製作が開始されたが、後半12話に関しては不明である。後半の制作に入れない理由は明らかにされていない。

## 声の出演
- 猿飛佐助 - 保志総一朗
- 霧隠才蔵 - 子安武人
- 三好晴海入道 - 玄田哲章
- 三好伊三入道 - 石井康嗣
- 禰津甚八 - 井上和彦
- 望月六郎 - 小杉十郎太
- 穴山小助 - 大川透
- 由利鎌之助 - 大塚芳忠
- 海野六郎 - 田中秀幸
- 筧十蔵 - 速水奨
- 楓 - 折笠富美子
- 眞田安房守昌幸 - 谷口節
- 眞田左衛門佐幸村 - 郷田ほづみ
- 眞田伊豆守信幸 - 高瀬右光
- 安岐姫 - 大原さやか
- 山手殿 - 重松朋
- 戸沢白雲斎 - 大木民夫
- 矢沢但馬守頼幸 - 茶風林
- 菊亭右大臣晴季 - 阪脩
- 出浦対馬守守清 - 菅生隆之
- 清姫 - 三石琴乃
- 小夜 - 冬馬由美
- 千代 - 三宅華也
- 於市 - 貝原怜奈
- 阿梅 - 小幡記子
- 徳川内大臣家康 - 小川真司
- 徳川中納言秀忠 - 檜山修之
- 松平下野守忠吉 - 檜山修之
- 本多中務大輔忠勝 - 青野武
- 井伊兵部少輔直政 - 森功至
- 榊原式部大輔康政 - 若本規夫
- 本多佐渡守正信 - 北村弘一
- 大久保相模守忠隣 - 秋元羊介
- 本多美濃守忠政 - 新垣樽助
- 本多上野介正純 - 中村大樹

- 黒田甲斐守長政 - 江原正士
- 福島清洲侍従正則 - 渡部猛
- 服部半蔵正就 - 藤原啓治
- 柳生又右衛門宗頼 - 梁田清之
- 後藤又兵衛基次 - 銀河万丈
- 可児才蔵吉長 - 江川央生
- 塙団右衛門直之 - 稲田徹
- 織田有楽斎長益 - 家弓家正
- 大久保彦左衛門忠教 - 菅原正志
- 板倉四郎右衛門勝重 - 沢木郁也
- 大久保石見守長安 - 野沢那智
- 細川忠興 - 赤城進
- 石田治部少輔三成 - キートン山田
- 大谷刑部少輔吉継 - 土師孝也
- 島左近清興 - 立木文彦
- 宇喜多中納言秀家 - 堀川仁
- 小早川中納言秀秋 - 阪口大助
- 小西摂津守行長 - 田原アルノ
- 安国寺長老恵瓊 - 樫井笙人
- 長束大蔵少輔正家 - 西村知道
- 明石掃部頭全登 - 中田譲治
- 島津兵庫入道惟新 - 藤本譲
- 大橋掃部 - 平野正人
- 島津侍従豊久 - 松尾まつお
- 吉川蔵人頭広家 - 小形満
- 毛利安芸侍従秀元 - 川島得愛
- 阿多長寿院盛淳 - 村松康雄
- 湯浅五助隆貞 - 宝亀克寿
- 蒲生備中守頼郷 - 岸野幸正
- 大谷大学助吉胤 - 辻谷耕史
- 織田信長の少年時代（回想） - 石田彰
- 今川義元（回想） - 中多和宏
- ナレーション - 内海賢二

## スタッフ
- 原作 - 河中志摩夫
- 監督・キャラクターデザイン - 清水恵蔵
- 助監督 - 上野史博
- 総作画監督 - 清水恵蔵（プロローグエピソード）、宍倉敏（第1話から）
- 美術監督 - 中原英統（プロローグエピソード）、勝又激（第1話から）
- 色彩設計 - 西川裕子（プロローグエピソード）、佐藤直子（第1話から）
- 撮影監督 - 岡崎英夫（プロローグエピソード）、斉藤めぐみ（第1話から）
- 編集 - 米山宏造（プロローグエピソード）、岡祐司（第1話から）
- 音楽 - 中島優貴
- 音響監督 - 明田川進
- アニメーションプロデューサー - 川人憲治郎（第1話から）、黒木健一（第1話から）
- プロデューサー - 田原正聖、小林敬治（第1話から）、北浦宏之（第1話から）
- アニメーション制作 - T.P.O（プロローグエピソード）、グループ・タック（第1話から）、G&G（第1話から）
- 製作 - 「新釈 眞田十勇士」製作委員会（ファイブ・エース、ティー・ピー・オー）

## 主題歌
オープニングテーマ
「新釈 眞田十勇士・序奏」（プロローグエピソード）
作曲 - 小椋佳 / 編曲 - 長内悟
「刹那」（第1話から）
作曲 - 上妻宏光 / 編曲 - 笹路正徳 / 演奏 - 上妻宏光
エンディングテーマ
「志」
作詞・作曲・歌 - 小椋佳 / 編曲 - 長内悟

## 各話リスト
| 話数       | サブタイトル           | 脚本       | 絵コンテ                 | 演出       | 作画監督                    | 放送日         |
| ---------- | ---------------------- | ---------- | ------------------------ | ---------- | --------------------------- | -------------- |
| プロローグ | 上田城攻防             | 河中志摩夫 | 清水恵蔵                 | 榎本守     | 桝井一平 茅野京子           | 2005年 1月29日 |
| 第1話      | 関ヶ原の戦い（前篇）   | 河中志摩夫 | 石山タカ明               | 榎本守     | 茅野京子                    | 5月7日         |
| 第2話      | 関ヶ原の戦い（中篇）   | 河中志摩夫 | 石山タカ明 上野史博      | 中島豊秋   | 平野絵美                    | 5月14日        |
| 第3話      | 関ヶ原の戦い（後篇）   | 河中志摩夫 | 前島健一                 | 洪憲杓     | 飯飼一幸 能地清 高乗陽子    | 5月21日        |
| 第4話      | 流転生死               | 河中志摩夫 | 鈴木幸雄 土屋日          | 白石道太   | 花輪ひろあき YANG BYUNG KIL | 5月28日        |
| 第5話      | 誕生                   | 河中志摩夫 | 土屋日 森田浩光 白石道太 | 山口武志   | 高乗陽子                    | 6月4日         |
| 第6話      | 勇士の旅立ち           | 河中志摩夫 | 森田浩光 白石道太        | 榎本守     | 茅野京子                    | 6月11日        |
| 第7話      | 霧隠                   | 河中志摩夫 | 鈴木幸雄                 | 中島豊秋   | 平野絵美                    | 6月18日        |
| 第8話      | 関白秀次の女（むすめ） | 河中志摩夫 | 洪憲杓                   | 洪憲杓     | 能地清 谷口守泰             | 6月25日        |
| 第9話      | 家康暗殺計画           | 河中志摩夫 | 鈴木幸雄                 | KIM MIN SU | HA HYUN JO                  | 7月2日         |
| 第10話     | 厭離穢土 欣求浄土      | 河中志摩夫 | 石平信司                 | 岡崎幸男   | 水川弘理                    | 7月9日         |
| 第11話     | 九度山の客             | 河中志摩夫 | 江上潔                   | 榎本守     | 茅野京子                    | 7月16日        |
| 第12話     | 秘密                   | 河中志摩夫 | 森田浩光                 | 中島豊秋   | 平野絵美                    | 7月23日        |

## 放送期間
- WOWOW：2005年5月7日 - 2005年7月23日 （初回放送）
- アニマックス：2006年6月7日 - 2006年8月23日 （初回放送）
- そのほか、プロローグエピソード「上田城攻防」が、WOWOWでは2005年1月29日、アニマックスでは2006年6月4日に放送された。

| 放送局       | 放送期間               | 放送日時                                | その他                                                                |
| ------------ | ---------------------- | --------------------------------------- | --------------------------------------------------------------------- |
| WOWOW        | 2005年5月7日 - 7月23日 | 土曜 19:00 - 19:30 （リピート放送あり)  | 2005年1月29日・5月6日に60分のプロローグエピソード「上田城攻防」を放送 |
| アニマックス | 2006年6月7日 - 8月23日 | 水曜 23:00 - 24:00 （リピート放送あり） | 2006年6月4日にプロローグエピソード「上田城攻防」を放送                |
| とちぎテレビ | 2016年1月7日 - 3月24日 | 木曜 17:30 - 18:00                      |                                                                       |

## 小説
- 小説版 新釈眞田十勇士 - 上田篇 <1> （著者: 河中志摩夫 / 出版社：アートディズ/発行年月: 2006年12月 / ISBN 978-4-86119-068-1）

## 設定の変更
猿飛佐助が赤子の時、カプセルに乗せられ地球に落ちてきた宇宙人で、超能力が使えるという設定や、由利鎌之助をイワン雷帝の圧政から日本に亡命したロシア人の末裔であると云う設定等、それまでの真田十勇士とは違った展開がなされている（ただし、十勇士に外国人を入れる先例はある。真田十勇士 (NHK人形劇)、真田十勇士 (柴田錬三郎・本宮ひろ志の漫画)を参照。また、1979年の東映映画『真田幸村の謀略』では、猿飛佐助が宇宙人という設定になっている）。